# Kute Riyem
Kute Riyem is een bestuurslaag in het regentschap Aceh Tengah van de provincie Atjeh, Indonesië. Kute Riyem telt 245 inwoners (volkstelling 2010).